# 金勇

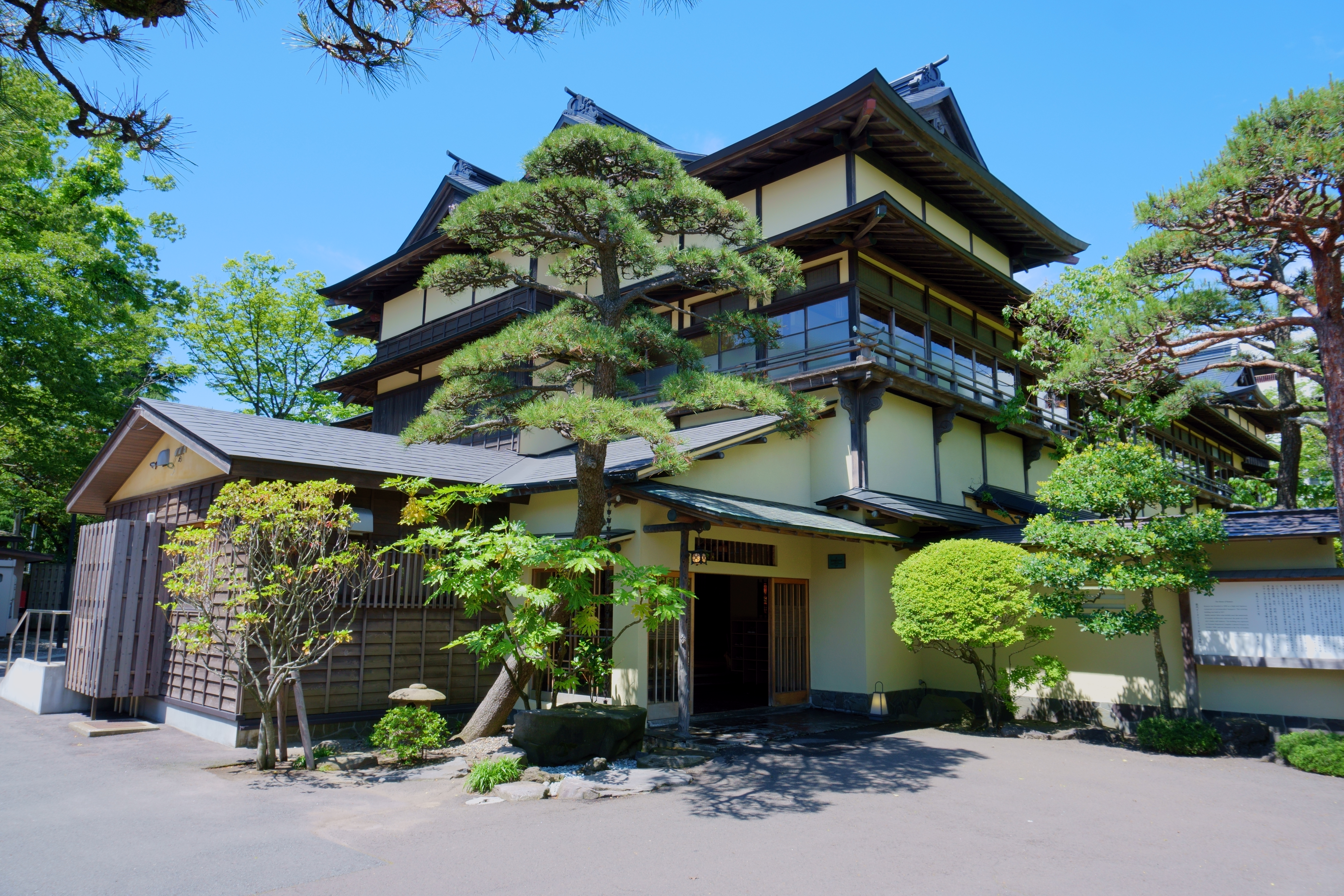
旧料亭「金勇」（2020年6月）

金勇（かねゆう）は、秋田県能代市柳町にあった老舗料亭およびその建物。国の登録有形文化財に登録されている。現在は、観光交流施設能代市旧料亭金勇として開館している。

## 概要
能代市中心部の柳町に所在する。1890年（明治23年）に料亭として創業され、1937年（昭和12年）に本館が現在の建物に建て替えられた。天然秋田杉などを豊富に使用した建物は、木都として栄えた能代市を代表する歴史的木造建築物として評価され、2000年（平成10年）10月に国の登録有形文化財に登録された。
長く市民の商談や会合の場として使用されてきたが、2008年（平成20年）8月に諸事情により料亭は廃業した。その後建物の保存を求める動きが高まったことに加え、経営者の「今後も何らかの形で市民に利用してほしい」という意向もあり2009年（平成21年）3月に建物と敷地が能代市に寄贈された。試験的な無料公開を経て、2013年（平成25年）12月に観光交流施設「能代市旧料亭金勇」として開館。天然秋田杉の良材を余すことなく使用した上品な造りなど、館内を見学することができる。また有料で部屋の貸出しを行っており、部屋で食事の手配や、イベント会場としても利用されている。2023年には第78期本因坊戦七番勝負第2局（本因坊文裕vs一力遼）の対局が大広間で行われた。

## 建物
7つの入母屋造の破風の重なりあった木造2階建て鉄板葺で、枯山水の庭園を有する。建築面積469平米、延床面積1,565平米、土地3,356平米。1936年（昭和11年）から12年にかけて、地域の企業らを中心とした後援会や能代営林署などの協力を得て、東京の大工と地元の大工によって建設された。建築にあたっては、能代の木材加工技術の紹介も兼ねて、後世に残るような能代を代表する建物にしたいとの意向があり、選び抜かれた材木と日本建築の技巧が随所にみられるものとなった。
2010年（平成22年）には改修工事ならびに耐震工事にむけた調査がされている。

### 玄関
1956年（昭和31年）厨房の増改築と共に玄関の位置を変更した。手前天井は中板目天井板の目すかし張りの縦づかい、奥の天井は「なぐり加工」の２本組み合わせの竿椽に中板目天井板の横づかいに目すかし張り等を施し、既存建物との調和を図るため造作材などの使い方に意匠性がうかがえる。

### 満月の間(中広間)
中広間42畳と小広間14畳合わせて56畳の広さで、特に1本の秋田杉丸太から５枚採材された長さ３０尺（５間・約9.1m）、元口幅　約３尺≒100cm～80cmの中杢天井板で、今では入手不可能と言われる逸品。通し柱などに必要な10mの長尺材を採材するために選木した中の1本を木挽きにかけて割ったところ、小節一つない垂直で中杢の材面が現れた。滅多に見られない良材で、柱材にはもったいないと板材に木取り、材面に傷を付けないよう鳶などの道具を使わず全て人力で森林鉄道のトロッコまで運んだと言われる。

### 大広間
二階の大広間は10間×5.5間の110畳に舞台の49.5畳を加えた159.5畳の大空間で、天井は一面希少な天然秋田杉の中杢を利用した「秋田杉全面杢四畳半仕切り格天井」で構成され圧巻とされている。この全面杢は秋田杉立木の根元の方を6尺に玉切りした丸太から採材したもので、根元直径が2m級の丸太が使われた。
- 大広間舞台

梅田棟梁自ら造った総檜の箱舞台だったが、歌舞伎座の能代公演の度に貸し出したため傷が多くなり、現在は作り付けになっている。背景の松の絵は酒田市の絵師が一晩で描き上げたものと伝えられており、松の絵の前に三味線や鼓の楽師が座る台を置く為、根上りに描かれている。
- 大広間の建具

間幅の硝子入り障子は、簡素な造りと大きさが大広間に確り馴染んでいる。建具の製作は地元の建具職人に任され、その技術・意匠は高く評価された。
- 大広間の床の間

幅5間半、床の間の製作は、東京の大工に任されたところ。
- 花籠

竹と木の根を編んだ大きさといい、京都まで出掛けて捜し求めた大変珍しい書院敷きの置物。
- いたや楓の床柱

床柱は大空間の中で存在感のあるものをということで、方々に問い合わせ、十和田湖畔から伐り出された「いたや楓」。原木のまま搬入されたので丹念に磨き上げられた。

### 小部屋
５つの小部屋は位置により、間取りや天井、床の間などにそれぞれの特徴を表している。これらの細工は地元の大工には難しく、東京からの大工に任せて造らせたもので、梅田棟梁はその出来ばえを賞賛している。
- 有明の間

広さ8畳。当時の最先端技術であった柾単板を張った柱や張柾天井板などの見本として造られた部屋。当時すでに能代にはその技術があった実証として初期の張柾製品は貴重なもの。
- 川風の間

広さ12畳。欄間の割氷の紋様が特徴的。
- 田毎の間

この部屋だけは出入り口が2箇所ある特殊な造りで、政治家や上客が会合や商談に利用した部屋。卍張りの折上天井は杢板や絞り丸太、網代編みなどが使われている。
- 吉野の間

広さ10畳。天井板が柾板と蒲で分かれている上座と下座がはっきりしている点が特徴的。
- 多津美の間

改築前の大正時代に作られた部屋。大広間で開催された囲碁本因坊戦ゆかりの品々を展示している。

### 上げ汐の間(中広間)
昭和54年に改築した中広間で、取り次ぎ洋間と和室で構成されている。江戸時代から一子相伝の技により継承されてきた能代の伝統工芸品春慶塗（故東山鉱平氏寄贈）の他、現代の名工武田久雄氏作の組子建具を展示している。

## 交通アクセス
- JR東日本 五能線能代駅より徒歩で約10分
- 能代南IC、能代東ICより車で約15分

## 関連書籍
- 「料亭 金勇」出版:（株）ウェーブ 撮影:淡路敏明